# Félicien Kabundi
Félicien Kabundi Tshiamalenga est un footballeur congolais (RDC) né le 15 mai 1980 à Kananga. Il évolue au poste de défenseur latéral gauche. Il évolue au géant soudanais d'Al Hilal Omdurman.
Il a participé à la Coupe d'Afrique des nations 2006 avec l'équipe de République démocratique du Congo.

## Carrière
| Année     | Club                     | Pays                             |
| --------- | ------------------------ | -------------------------------- |
| 2004      | AS Vita Club             | République démocratique du Congo |
| 2005      | Saint Éloi Lupopo        | République démocratique du Congo |
| 2006-2009 | TP Mazembe               | République démocratique du Congo |
| 2008      | Saint Éloi Lupopo (prêt) | République démocratique du Congo |
| 2009-     | Al Hilal Omdurman        | Soudan                           |

## Palmarès
- Vainqueur de la Ligue des champions de la CAF en 2009 avec le TP Mazembe
- Champion de RD Congo en 2007 et 2009 avec le TP Mazembe